# 貢達縣
貢達縣（英語：Gonda district）是印度的一個縣，位於該國北部，由北方邦負責管轄，面積4,448平方公里，每年平均降雨量1,152毫米，2011年人口3,433,919，人口密度每平方公里771人。

## 历史
印度第五任总统法赫鲁丁·阿里·艾哈迈德曾在貢達地区的政府高中接受教育。

## 外部連結
- 官方网站
- Alternative Web Site Of the Gonda District （页面存档备份，存于）
- Gonda District （页面存档备份，存于） at The Imperial Gazetteer of India, 1908, v. 12, p. 311-319.

27°15′N 82°00′E / 27.250°N 82.000°E